# Élections municipales de 2014 dans la Haute-Loire
Les élections municipales se sont déroulées les 23 et 30 mars 2014 en Haute-Loire.

## Maires sortants et maires élus
La gauche rencontre quelques plâtres avec des défaites à Brives-Charensac, Monistrol-sur-Loire et Pont-Salomon. Elle compense en revanche avec des succès à Lantriac, Polignac, Saint-Germain-Laprade et Vieille-Brioude. Majoritaire dans le département, la droite renforce sa position en remportant Dunières, Mazeyrat-d'Allier, Saint-Didier-en-Velay, Saint-Ferréol-d'Auroure, Saint-Pal-de-Chalençon, et Saugues. Les centristes perdent Saint-Pierre-Eynac et se maintiennent à Vorey.
| Commune                   | Population | Maire sortant         | Parti | Parti          | Maire élu             | Parti | Parti |
| ------------------------- | ---------- | --------------------- | ----- | -------------- | --------------------- | ----- | ----- |
| Aiguilhe                  | 1 577      | Michel Roussel        |       | DIV            | Michel Roussel        |       | DIV   |
| Arsac-en-Velay            | 1 214      | Thierry Mourgues      |       | DVD            | Thierry Mourgues      |       | DVD   |
| Aurec-sur-Loire           | 5 675      | Claude Vial           |       | PS             | Claude Vial           |       | PS    |
| Bains                     | 1 303      | Michel Decolin        |       | UMP            | Michel Decolin        |       | UMP   |
| Bas-en-Basset             | 4 232      | Joseph Chapuis        |       | DVD            | Gilles David          |       | DVD   |
| Beauzac                   | 2 762      | Jean Proriol          |       | UMP            | Jean Proriol          |       | UMP   |
| Blavozy                   | 1 609      | Franck Paillon        |       | DIV            | Franck Paillon        |       | DIV   |
| Bournoncle-Saint-Pierre   | 1 007      | Jacques Dessimond     |       | DVG            | Jacques Dessimond     |       | DVG   |
| Brioude                   | 6 637      | Jean-Jacques Faucher  |       | DVD            | Jean-Jacques Faucher  |       | DVD   |
| Brives-Charensac          | 4 288      | Jean-Claude Ferret    |       | PS             | Gilles Delabre        |       | DVD   |
| Chadrac                   | 2 663      | Gérard Convert        |       | PS             | Gérard Convert        |       | PS    |
| Coubon                    | 3 071      | Adrien Défix          |       | DVD            | Adrien Défix          |       | DVD   |
| Craponne-sur-Arzon        | 2 171      | Christian Robert      |       | UMP            | Laurent Mirmant       |       | DVD   |
| Cussac-sur-Loire          | 1 702      | Jean-Pierre Brossier  |       | DVG            | Jean-Pierre Brossier  |       | DVG   |
| Dunières                  | 2 911      | André Chomienne       |       | DIV            | Robert Oudin          |       | DVD   |
| Espaly-Saint-Marcel       | 3 514      | Jacques Volle         |       | UMP            | Jacques Volle         |       | UMP   |
| Fontannes                 | 1 057      | René Marchaud         |       | DVD            | René Marchaud         |       | DVD   |
| Grazac                    | 1 032      | Paulette Sabot        |       | SE             | Hervé Gaillard        |       | SE    |
| La Séauve-sur-Semène      | 1 438      | Noël Grange           |       | DVD            | Bruno Marcon          |       | DVD   |
| Langeac                   | 3 983      | Marie-Thérèse Roubaud |       | UMP            | Marie-Thérèse Roubaud |       | UMP   |
| Lantriac                  | 1 874      | Jean Simon            |       | SE             | Pierre Bresselle      |       | DVG   |
| Lapte                     | 1 560      | Jean Liogier          |       | DVG            | André Defour          |       | DVG   |
| Laussonne                 | 1 018      | Pierre Gentes         |       | DVD            | Pierre Gentes         |       | DVD   |
| Le Chambon-sur-Lignon     | 2 649      | Éliane Wauquiez-Motte |       | UMP            | Éliane Wauquiez-Motte |       | UMP   |
| Le Monastier-sur-Gazeille | 1 772      | Michel Arcis          |       | DVD            | Michel Arcis          |       | DVD   |
| Le Puy-en-Velay           | 18 537     | Laurent Wauquiez      |       | UMP            | Laurent Wauquiez      |       | UMP   |
| Lempdes-sur-Allagnon      | 1 324      | Maurice Cubizolles    |       | DVG            | Guy Lonjon            |       | DVG   |
| Les Villettes             | 1 223      | Louis Simonnet        |       | DVG            | Louis Simonnet        |       | DVG   |
| Mazet-Saint-Voy           | 1 145      | Bernard Cotte         |       | DVG            | Bernard Cotte         |       | DVG   |
| Mazeyrat-d'Allier         | 1 544      | Denis Foury           |       | SE             | Jean-Marie Chapon     |       | DVD   |
| Monistrol-sur-Loire       | 8 753      | Robert Valour         |       | PS             | Jean-Paul Lyonnet     |       | DVD   |
| Montfaucon-en-Velay       | 1 280      | Jean Fayard           |       | DVD            | Jean Fayard           |       | DVD   |
| Polignac                  | 2 813      | Thierry Léotoing      |       | SE             | Jean-Paul Vigouroux   |       | DVG   |
| Pont-Salomon              | 1 876      | Michel Reymond        |       | PS             | Laurent Coletto       |       | DVD   |
| Retournac                 | 2 739      | Pierre Astor          |       | DVD            | Pierre Astor          |       | DVD   |
| Riotord                   | 1 198      | Guy Peyrard           |       | DVD            | Guy Peyrard           |       | DVD   |
| Rosières                  | 1 463      | Adrien Gouteyron      |       | UMP            | Adrien Gouteyron      |       | UMP   |
| Saint-Didier-en-Velay     | 3 422      | Michel Bonnefoy       |       | DIV            | Christian Blanchard   |       | DVD   |
| Saint-Ferréol-d'Auroure   | 2 426      | Yves Serrano          |       | DIV            | Jean Paul Aulagnier   |       | DVD   |
| Saint-Germain-Laprade     | 3 438      | Daniel Exbrayat       |       | DIV            | André Cornu           |       | PS    |
| Saint-Julien-Chapteuil    | 1 864      | André Ferret          |       | DVG            | André Ferret          |       | DVG   |
| Saint-Just-Malmont        | 4 133      | Frédéric Girodet      |       | DVD            | Frédéric Girodet      |       | DVD   |
| Saint-Maurice-de-Lignon   | 2 434      | Gilles Saumet         |       | SE             | Isabelle Servel       |       | SE    |
| Saint-Pal-de-Chalencon    | 1 023      | Pierre Dantony        |       | DIV            | Pierre Brun           |       | DVD   |
| Saint-Pal-de-Mons         | 2 121      | Patrick Riffard       |       | DVD            | Patrick Riffard       |       | DVD   |
| Saint-Paulien             | 2 417      | Laurent Duplomb       |       | DVD            | Laurent Duplomb       |       | DVD   |
| Saint-Pierre-Eynac        | 1 047      | Raymond Abrial        |       | DVG            | Raymond Abrial        |       | DVG   |
| Saint-Romain-Lachalm      | 1 073      | Olivier Cigolotti     |       | Nouveau Centre | Jean-Michel Poinas    |       | DVD   |
| Sainte-Florine            | 3 096      | Nicole Chassin        |       | PS             | Nicole Chassin        |       | PS    |
| Sainte-Sigolène           | 5 938      | Dominique Freyssenet  |       | DVD            | Dominique Freyssenet  |       | DVD   |
| Sanssac-l'Église          | 1 077      | Gilbert Peyret        |       | DIV            | Jean Fayard           |       | SE    |
| Saugues                   | 1 844      | Paul Bastide          |       | DIV            | Michel Brun           |       | DVD   |
| Solignac-sur-Loire        | 1 221      | Bernard Bonnal        |       | DVD            | Bernard Bonnal        |       | DVD   |
| Tence                     | 3 154      | Brigitte Renaud       |       | DVD            | Brigitte Renaud       |       | DVD   |
| Vals-près-le-Puy          | 3 469      | Alain Royet           |       | DVG            | Alain Royet           |       | DVG   |
| Vergongheon               | 1 846      | Jean-Paul Pastourel   |       | DVG            | Jean-Paul Pastourel   |       | DVG   |
| Vieille-Brioude           | 1 222      | Roland Charreyron     |       | SE             | Christelle Baylot     |       | DVG   |
| Vorey                     | 1 428      | Gallien Cecile        |       | UDI            | Gallien Cecile        |       | UDI   |
| Yssingeaux                | 7 055      | Bernard Gallot        |       | DVD            | Bernard Gallot        |       | DVD   |

## Résultats dans les communes de plus de1 000 habitants

### Aiguilhe
- Maire sortant : Michel Roussel
- 19 sièges à pourvoir au conseil municipal (population légale 2011 : 1 577 habitants)
- 1 sièges à pourvoir au conseil communautaire (CA du Puy-en-Velay)

|                          | Michel Roussel * | SE             | 619   | 100,00 | 19 | 1 |  |  |
|                          |                  |                |       |        |    |   |  |  |
| Inscrits                 | Inscrits         | Inscrits       | 1 246 | 100,00 |    |   |  |  |
| Abstentions              | Abstentions      | Abstentions    | 512   | 41,09  |    |   |  |  |
| Votants                  | Votants          | Votants        | 734   | 58,91  |    |   |  |  |
| Blancs et nuls           | Blancs et nuls   | Blancs et nuls | 115   | 15,67  |    |   |  |  |
| Exprimés                 | Exprimés         | Exprimés       | 619   | 84,33  |    |   |  |  |
| * Liste du maire sortant |                  |                |       |        |    |   |  |  |

### Arsac-en-Velay
- Maire sortant : Thierry Mourgues
- 15 sièges à pourvoir au conseil municipal (population légale 2011 : 1 214 habitants)
- 1 sièges à pourvoir au conseil communautaire (CA du Puy-en-Velay)

|                          | Thierry Mourgues * | DVD            | 519 | 73,51  | 13 | 1 |  |  |
|                          | Rene Bay           | DVD            | 187 | 26,48  | 2  |   |  |  |
|                          |                    |                |     |        |    |   |  |  |
| Inscrits                 | Inscrits           | Inscrits       | 916 | 100,00 |    |   |  |  |
| Abstentions              | Abstentions        | Abstentions    | 177 | 19,32  |    |   |  |  |
| Votants                  | Votants            | Votants        | 739 | 80,68  |    |   |  |  |
| Blancs et nuls           | Blancs et nuls     | Blancs et nuls | 33  | 4,47   |    |   |  |  |
| Exprimés                 | Exprimés           | Exprimés       | 706 | 95,53  |    |   |  |  |
| * Liste du maire sortant |                    |                |     |        |    |   |  |  |

### Aurec-sur-Loire
- Maire sortant : Claude Vial (PS)
- 29 sièges à pourvoir au conseil municipal (population légale 2011 : 5 675 habitants)
- 7 sièges à pourvoir au conseil communautaire (CC Loire et Semène)

| Tête de liste            | Tête de liste   | Liste          | Premier tour | Premier tour | Second tour | Second tour | Sièges | Sièges |
| Tête de liste            | Tête de liste   | Liste          | Voix         | %            | Voix        | %           | CM     | CC     |
| ------------------------ | --------------- | -------------- | ------------ | ------------ | ----------- | ----------- | ------ | ------ |
|                          | Claude Vial *   | SE             | 1 474        | 49,94        | 1 531       | 52,53       | 22     | 6      |
|                          | Pierre Cheynet  | FN             | 802          | 27,17        | 804         | 27,59       | 4      | 1      |
|                          | Patrice Peyrard | DVD            | 675          | 22,87        | 579         | 19,86       | 3      |        |
|                          |                 |                |              |              |             |             |        |        |
| Inscrits                 | Inscrits        | Inscrits       | 4 251        | 100,00       | 4 249       | 100,00      |        |        |
| Abstentions              | Abstentions     | Abstentions    | 1 161        | 27,31        | 1 212       | 28,52       |        |        |
| Votants                  | Votants         | Votants        | 3 090        | 72,69        | 3 037       | 71,48       |        |        |
| Blancs et nuls           | Blancs et nuls  | Blancs et nuls | 139          | 4,50         | 123         | 4,05        |        |        |
| Exprimés                 | Exprimés        | Exprimés       | 2 951        | 95,50        | 2 914       | 95,95       |        |        |
| * Liste du maire sortant |                 |                |              |              |             |             |        |        |

### Bains
- Maire sortant : Michel Decolin
- 15 sièges à pourvoir au conseil municipal (population légale 2011 : 1 303 habitants)
- 1 sièges à pourvoir au conseil communautaire (CA du Puy-en-Velay)

|                          | Michel Decolin * | DVD            | 470 | 100,00 | 15 | 1 |  |  |
|                          |                  |                |     |        |    |   |  |  |
| Inscrits                 | Inscrits         | Inscrits       | 949 | 100,00 |    |   |  |  |
| Abstentions              | Abstentions      | Abstentions    | 251 | 26,45  |    |   |  |  |
| Votants                  | Votants          | Votants        | 698 | 73,55  |    |   |  |  |
| Blancs et nuls           | Blancs et nuls   | Blancs et nuls | 228 | 32,66  |    |   |  |  |
| Exprimés                 | Exprimés         | Exprimés       | 470 | 67,34  |    |   |  |  |
| * Liste du maire sortant |                  |                |     |        |    |   |  |  |

### Bas-en-Basset
- Maire sortant : Joseph Chapuis
- 27 sièges à pourvoir au conseil municipal (population légale 2011 : 4 232 habitants)
- 10 sièges à pourvoir au conseil communautaire (CC Marches du Velay-Rochebaron)

|                | Gilles David   | DVD            | 1 409 | 100,00 | 27 | 10 |  |  |
|                |                |                |       |        |    |    |  |  |
| Inscrits       | Inscrits       | Inscrits       | 3 230 | 100,00 |    |    |  |  |
| Abstentions    | Abstentions    | Abstentions    | 1 389 | 43,00  |    |    |  |  |
| Votants        | Votants        | Votants        | 1 841 | 57,00  |    |    |  |  |
| Blancs et nuls | Blancs et nuls | Blancs et nuls | 432   | 23,47  |    |    |  |  |
| Exprimés       | Exprimés       | Exprimés       | 1 409 | 76,53  |    |    |  |  |

### Beauzac
- Maire sortant : Jean Proriol
- 23 sièges à pourvoir au conseil municipal (population légale 2011 : 2 762 habitants)
- 4 sièges à pourvoir au conseil communautaire (CC Marches du Velay-Rochebaron)

|                          | Jean Proriol * | DVD            | 927   | 100,00 | 23 | 4 |  |  |
|                          |                |                |       |        |    |   |  |  |
| Inscrits                 | Inscrits       | Inscrits       | 2 064 | 100,00 |    |   |  |  |
| Abstentions              | Abstentions    | Abstentions    | 767   | 37,16  |    |   |  |  |
| Votants                  | Votants        | Votants        | 1 297 | 62,84  |    |   |  |  |
| Blancs et nuls           | Blancs et nuls | Blancs et nuls | 370   | 28,53  |    |   |  |  |
| Exprimés                 | Exprimés       | Exprimés       | 927   | 71,47  |    |   |  |  |
| * Liste du maire sortant |                |                |       |        |    |   |  |  |

### Blavozy
- Maire sortant : Franck Paillon
- 19 sièges à pourvoir au conseil municipal (population légale 2011 : 1 609 habitants)
- 1 sièges à pourvoir au conseil communautaire (CA du Puy-en-Velay)

|                          | Franck Paillon * | SE             | 693   | 100,00 | 19 | 1 |  |  |
|                          |                  |                |       |        |    |   |  |  |
| Inscrits                 | Inscrits         | Inscrits       | 1 296 | 100,00 |    |   |  |  |
| Abstentions              | Abstentions      | Abstentions    | 450   | 34,72  |    |   |  |  |
| Votants                  | Votants          | Votants        | 846   | 65,28  |    |   |  |  |
| Blancs et nuls           | Blancs et nuls   | Blancs et nuls | 153   | 18,09  |    |   |  |  |
| Exprimés                 | Exprimés         | Exprimés       | 693   | 81,91  |    |   |  |  |
| * Liste du maire sortant |                  |                |       |        |    |   |  |  |

### Bournoncle-Saint-Pierre
- Maire sortant : Jacques Dessimond
- 15 sièges à pourvoir au conseil municipal (population légale 2011 : 1 007 habitants)
- 2 sièges à pourvoir au conseil communautaire (CC Brioude Sud Auvergne)

|                          | Jacques Dessimond * | DVG            | 329 | 64,50  | 13 | 2 |  |  |
|                          | Alain Pontoise      | DVG            | 181 | 35,49  | 2  |   |  |  |
|                          |                     |                |     |        |    |   |  |  |
| Inscrits                 | Inscrits            | Inscrits       | 736 | 100,00 |    |   |  |  |
| Abstentions              | Abstentions         | Abstentions    | 194 | 26,36  |    |   |  |  |
| Votants                  | Votants             | Votants        | 542 | 73,64  |    |   |  |  |
| Blancs et nuls           | Blancs et nuls      | Blancs et nuls | 32  | 5,90   |    |   |  |  |
| Exprimés                 | Exprimés            | Exprimés       | 510 | 94,10  |    |   |  |  |
| * Liste du maire sortant |                     |                |     |        |    |   |  |  |

### Brioude
- Maire sortant : Jean-Jacques Faucher (DVD)
- 29 sièges à pourvoir au conseil municipal (population légale 2011 : 6 637 habitants)
- 12 sièges à pourvoir au conseil communautaire (CC Brioude Sud Auvergne)

|                          | Jean-Jacques Faucher * | DVD            | 1 616 | 51,72  | 22 | 9 |  |  |
|                          | Jean-Noël Lheritier    | DVG            | 1 099 | 35,17  | 5  | 2 |  |  |
|                          | Françoise Verron       | FG             | 409   | 13,09  | 2  | 1 |  |  |
|                          |                        |                |       |        |    |   |  |  |
| Inscrits                 | Inscrits               | Inscrits       | 5 061 | 100,00 |    |   |  |  |
| Abstentions              | Abstentions            | Abstentions    | 1 784 | 35,25  |    |   |  |  |
| Votants                  | Votants                | Votants        | 3 277 | 64,75  |    |   |  |  |
| Blancs et nuls           | Blancs et nuls         | Blancs et nuls | 153   | 4,67   |    |   |  |  |
| Exprimés                 | Exprimés               | Exprimés       | 3 124 | 95,33  |    |   |  |  |
| * Liste du maire sortant |                        |                |       |        |    |   |  |  |

### Brives-Charensac
- Maire sortant : Jean-Claude Ferret (PS)
- 27 sièges à pourvoir au conseil municipal (population légale 2011 : 4 288 habitants)
- 3 sièges à pourvoir au conseil communautaire (CA du Puy-en-Velay)

| Tête de liste  | Tête de liste    | Liste          | Premier tour | Premier tour | Second tour | Second tour | Sièges | Sièges |
| Tête de liste  | Tête de liste    | Liste          | Voix         | %            | Voix        | %           | CM     | CC     |
| -------------- | ---------------- | -------------- | ------------ | ------------ | ----------- | ----------- | ------ | ------ |
|                | Gilles Delabre   | DVD            | 962          | 49,84        | 1 180       | 57,95       | 22     | 2      |
|                | Maurice Valentin | DVG            | 704          | 36,47        | 638         | 31,33       | 4      | 1      |
|                | Yves Prat        | FG             | 264          | 13,67        | 218         | 10,70       | 1      |        |
|                |                  |                |              |              |             |             |        |        |
| Inscrits       | Inscrits         | Inscrits       | 3 066        | 100,00       | 3 066       | 100,00      |        |        |
| Abstentions    | Abstentions      | Abstentions    | 1 058        | 34,51        | 997         | 32,52       |        |        |
| Votants        | Votants          | Votants        | 2 008        | 65,49        | 2 069       | 67,48       |        |        |
| Blancs et nuls | Blancs et nuls   | Blancs et nuls | 78           | 3,88         | 33          | 1,59        |        |        |
| Exprimés       | Exprimés         | Exprimés       | 1 930        | 96,12        | 2 036       | 98,41       |        |        |

### Chadrac
- Maire sortant : Gérard Convert
- 23 sièges à pourvoir au conseil municipal (population légale 2011 : 2 663 habitants)
- 2 sièges à pourvoir au conseil communautaire (CA du Puy-en-Velay)

|                          | Gérard Convert * | PS             | 742   | 55,78  | 18 | 2 |  |  |
|                          | Jacques Cottet   | DVD            | 588   | 44,21  | 5  |   |  |  |
|                          |                  |                |       |        |    |   |  |  |
| Inscrits                 | Inscrits         | Inscrits       | 2 051 | 100,00 |    |   |  |  |
| Abstentions              | Abstentions      | Abstentions    | 635   | 30,96  |    |   |  |  |
| Votants                  | Votants          | Votants        | 1 416 | 69,04  |    |   |  |  |
| Blancs et nuls           | Blancs et nuls   | Blancs et nuls | 86    | 6,07   |    |   |  |  |
| Exprimés                 | Exprimés         | Exprimés       | 1 330 | 93,93  |    |   |  |  |
| * Liste du maire sortant |                  |                |       |        |    |   |  |  |

### Coubon
- Maire sortant : Adrien Défix
- 23 sièges à pourvoir au conseil municipal (population légale 2011 : 3 071 habitants)
- 2 sièges à pourvoir au conseil communautaire (CA du Puy-en-Velay)

|                          | Adrien Défix *         | DVD            | 1 081 | 59,16  | 19 | 2 |  |  |
|                          | Jean-François Chouvier | DVG            | 746   | 40,83  | 4  |   |  |  |
|                          |                        |                |       |        |    |   |  |  |
| Inscrits                 | Inscrits               | Inscrits       | 2 566 | 100,00 |    |   |  |  |
| Abstentions              | Abstentions            | Abstentions    | 654   | 25,49  |    |   |  |  |
| Votants                  | Votants                | Votants        | 1 912 | 74,51  |    |   |  |  |
| Blancs et nuls           | Blancs et nuls         | Blancs et nuls | 85    | 4,45   |    |   |  |  |
| Exprimés                 | Exprimés               | Exprimés       | 1 827 | 95,55  |    |   |  |  |
| * Liste du maire sortant |                        |                |       |        |    |   |  |  |

### Craponne-sur-Arzon
- Maire sortant : Christian Robert
- 19 sièges à pourvoir au conseil municipal (population légale 2011 : 2 171 habitants)
- 8 sièges à pourvoir au conseil communautaire (CA du Puy-en-Velay)

|                | Laurent Mirmand      | DVD            | 702   | 60,62  | 16 | 7 |  |  |
|                | Christophe Ayel      | DVD            | 363   | 31,34  | 3  | 1 |  |  |
|                | Jean-Paul Maisonnial | DVG            | 93    | 8,03   |    |   |  |  |
|                |                      |                |       |        |    |   |  |  |
| Inscrits       | Inscrits             | Inscrits       | 1 644 | 100,00 |    |   |  |  |
| Abstentions    | Abstentions          | Abstentions    | 445   | 27,07  |    |   |  |  |
| Votants        | Votants              | Votants        | 1 199 | 72,93  |    |   |  |  |
| Blancs et nuls | Blancs et nuls       | Blancs et nuls | 41    | 3,42   |    |   |  |  |
| Exprimés       | Exprimés             | Exprimés       | 1 158 | 96,58  |    |   |  |  |

### Cussac-sur-Loire
- Maire sortant : Jean-Pierre Brossier
- 19 sièges à pourvoir au conseil municipal (population légale 2011 : 1 702 habitants)
- 1 sièges à pourvoir au conseil communautaire (CA du Puy-en-Velay)

|                          | Jean-Pierre Brossier * | DVG            | 741   | 100,00 | 19 | 1 |  |  |
|                          |                        |                |       |        |    |   |  |  |
| Inscrits                 | Inscrits               | Inscrits       | 1 298 | 100,00 |    |   |  |  |
| Abstentions              | Abstentions            | Abstentions    | 431   | 33,20  |    |   |  |  |
| Votants                  | Votants                | Votants        | 867   | 66,80  |    |   |  |  |
| Blancs et nuls           | Blancs et nuls         | Blancs et nuls | 126   | 14,53  |    |   |  |  |
| Exprimés                 | Exprimés               | Exprimés       | 741   | 85,47  |    |   |  |  |
| * Liste du maire sortant |                        |                |       |        |    |   |  |  |

### Dunières
- Maire sortant : André Chomienne
- 23 sièges à pourvoir au conseil municipal (population légale 2011 : 2 911 habitants)
- 7 sièges à pourvoir au conseil communautaire (Haut Pays du Velay communauté)

|                | Robert Oudin   | DVD            | 823   | 58,32  | 18 | 6 |  |  |
|                | Robert Vallat  | DVD            | 588   | 41,67  | 5  | 1 |  |  |
|                |                |                |       |        |    |   |  |  |
| Inscrits       | Inscrits       | Inscrits       | 2 059 | 100,00 |    |   |  |  |
| Abstentions    | Abstentions    | Abstentions    | 486   | 23,60  |    |   |  |  |
| Votants        | Votants        | Votants        | 1 573 | 76,40  |    |   |  |  |
| Blancs et nuls | Blancs et nuls | Blancs et nuls | 162   | 10,30  |    |   |  |  |
| Exprimés       | Exprimés       | Exprimés       | 1 411 | 89,70  |    |   |  |  |

### Espaly-Saint-Marcel
- Maire sortant : Jacques Volle
- 27 sièges à pourvoir au conseil municipal (population légale 2011 : 3 514 habitants)
- 3 sièges à pourvoir au conseil communautaire (CA du Puy-en-Velay)

|                          | Jacques Volle * | DVD            | 997   | 67,50  | 23 | 3 |  |  |
|                          | Andre Roure     | DVG            | 480   | 32,49  | 4  |   |  |  |
|                          |                 |                |       |        |    |   |  |  |
| Inscrits                 | Inscrits        | Inscrits       | 2 493 | 100,00 |    |   |  |  |
| Abstentions              | Abstentions     | Abstentions    | 879   | 35,26  |    |   |  |  |
| Votants                  | Votants         | Votants        | 1 614 | 64,74  |    |   |  |  |
| Blancs et nuls           | Blancs et nuls  | Blancs et nuls | 137   | 8,49   |    |   |  |  |
| Exprimés                 | Exprimés        | Exprimés       | 1 477 | 91,51  |    |   |  |  |
| * Liste du maire sortant |                 |                |       |        |    |   |  |  |

### Fontannes
- Maire sortant : René Marchaud
- 15 sièges à pourvoir au conseil municipal (population légale 2011 : 1 057 habitants)
- 2 sièges à pourvoir au conseil communautaire (CC Brioude Sud Auvergne)

|                          | René Marchaud * | DVD            | 345 | 60,84  | 12 | 2 |  |  |
|                          | René Calmier    | DVG            | 222 | 39,15  | 3  |   |  |  |
|                          |                 |                |     |        |    |   |  |  |
| Inscrits                 | Inscrits        | Inscrits       | 718 | 100,00 |    |   |  |  |
| Abstentions              | Abstentions     | Abstentions    | 126 | 17,55  |    |   |  |  |
| Votants                  | Votants         | Votants        | 592 | 82,45  |    |   |  |  |
| Blancs et nuls           | Blancs et nuls  | Blancs et nuls | 25  | 4,22   |    |   |  |  |
| Exprimés                 | Exprimés        | Exprimés       | 567 | 95,78  |    |   |  |  |
| * Liste du maire sortant |                 |                |     |        |    |   |  |  |

### Grazac
- Maire sortant : Paulette Sabot
- 15 sièges à pourvoir au conseil municipal (population légale 2011 : 1 032 habitants)
- 2 sièges à pourvoir au conseil communautaire (CC des Sucs)

|                          | Hervé Gaillard   | SE             | 324 | 51,42  | 12 | 2 |  |  |
|                          | Paulette Sabot * | DVD            | 306 | 48,57  | 3  |   |  |  |
|                          |                  |                |     |        |    |   |  |  |
| Inscrits                 | Inscrits         | Inscrits       | 779 | 100,00 |    |   |  |  |
| Abstentions              | Abstentions      | Abstentions    | 129 | 16,56  |    |   |  |  |
| Votants                  | Votants          | Votants        | 650 | 83,44  |    |   |  |  |
| Blancs et nuls           | Blancs et nuls   | Blancs et nuls | 20  | 3,08   |    |   |  |  |
| Exprimés                 | Exprimés         | Exprimés       | 630 | 96,92  |    |   |  |  |
| * Liste du maire sortant |                  |                |     |        |    |   |  |  |

### La Séauve-sur-Semène
- Maire sortant : Noël Grange
- 15 sièges à pourvoir au conseil municipal (population légale 2011 : 1 438 habitants)
- 3 sièges à pourvoir au conseil communautaire (CC Loire et Semène)

|                | Bruno Marcon      | DVD            | 444 | 60,32  | 12 | 2 |  |  |
|                | Isabelle Guignand | SE             | 292 | 39,67  | 3  | 1 |  |  |
|                |                   |                |     |        |    |   |  |  |
| Inscrits       | Inscrits          | Inscrits       | 957 | 100,00 |    |   |  |  |
| Abstentions    | Abstentions       | Abstentions    | 200 | 20,90  |    |   |  |  |
| Votants        | Votants           | Votants        | 757 | 79,10  |    |   |  |  |
| Blancs et nuls | Blancs et nuls    | Blancs et nuls | 21  | 2,77   |    |   |  |  |
| Exprimés       | Exprimés          | Exprimés       | 736 | 97,23  |    |   |  |  |

### Langeac
- Maire sortant : Marie-Thérèse Roubaud
- 27 sièges à pourvoir au conseil municipal (population légale 2011 : 3 983 habitants)
- 8 sièges à pourvoir au conseil communautaire (CC des Rives du Haut Allier)

| Tête de liste            | Tête de liste           | Liste          | Premier tour | Premier tour | Second tour | Second tour | Sièges | Sièges |
| Tête de liste            | Tête de liste           | Liste          | Voix         | %            | Voix        | %           | CM     | CC     |
| ------------------------ | ----------------------- | -------------- | ------------ | ------------ | ----------- | ----------- | ------ | ------ |
|                          | Marie-Thérèse Roubaud * | DVD            | 732          | 36,07        | 1 018       | 52,85       | 21     | 6      |
|                          | Franck Masseboeuf       | SE             | 707          | 34,84        | 908         | 47,14       | 6      | 2      |
|                          | Jean-Pierre Bouet       | DVG            | 590          | 29,07        |             |             |        |        |
|                          |                         |                |              |              |             |             |        |        |
| Inscrits                 | Inscrits                | Inscrits       | 2 868        | 100,00       | 2 868       | 100,00      |        |        |
| Abstentions              | Abstentions             | Abstentions    | 760          | 26,50        | 760         | 26,50       |        |        |
| Votants                  | Votants                 | Votants        | 2 108        | 73,50        | 2 108       | 73,50       |        |        |
| Blancs et nuls           | Blancs et nuls          | Blancs et nuls | 79           | 3,75         | 182         | 8,63        |        |        |
| Exprimés                 | Exprimés                | Exprimés       | 2 029        | 96,25        | 1 926       | 91,37       |        |        |
| * Liste du maire sortant |                         |                |              |              |             |             |        |        |

### Lantriac
- Maire sortant : Jean Simon
- 19 sièges à pourvoir au conseil municipal (population légale 2011 : 1 874 habitants)
- 6 sièges à pourvoir au conseil communautaire (CC Mézenc-Loire-Meygal)

|                | Pierre Bresselle | DVG            | 600   | 100,00 | 19 | 6 |  |  |
|                |                  |                |       |        |    |   |  |  |
| Inscrits       | Inscrits         | Inscrits       | 1 497 | 100,00 |    |   |  |  |
| Abstentions    | Abstentions      | Abstentions    | 561   | 37,47  |    |   |  |  |
| Votants        | Votants          | Votants        | 936   | 62,53  |    |   |  |  |
| Blancs et nuls | Blancs et nuls   | Blancs et nuls | 336   | 35,90  |    |   |  |  |
| Exprimés       | Exprimés         | Exprimés       | 600   | 64,10  |    |   |  |  |

### Lapte
- Maire sortant : Jean Liogier
- 19 sièges à pourvoir au conseil municipal (population légale 2011 : 1 560 habitants)
- 3 sièges à pourvoir au conseil communautaire (CC des Sucs)

|                | André Defour        | SE             | 486   | 50,41  | 15 | 2 |  |  |
|                | Jean-Pierre Lacaton | SE             | 478   | 49,58  | 4  | 1 |  |  |
|                |                     |                |       |        |    |   |  |  |
| Inscrits       | Inscrits            | Inscrits       | 1 335 | 100,00 |    |   |  |  |
| Abstentions    | Abstentions         | Abstentions    | 314   | 23,52  |    |   |  |  |
| Votants        | Votants             | Votants        | 1 021 | 76,48  |    |   |  |  |
| Blancs et nuls | Blancs et nuls      | Blancs et nuls | 57    | 5,58   |    |   |  |  |
| Exprimés       | Exprimés            | Exprimés       | 964   | 94,42  |    |   |  |  |

### Laussonne
- Maire sortant : Pierre Gentes
- 15 sièges à pourvoir au conseil municipal (population légale 2011 : 1 018 habitants)
- 3 sièges à pourvoir au conseil communautaire (CC Mézenc-Loire-Meygal)

|                          | Pierre Gentes * | DVD            | 340 | 100,00 | 15 | 3 |  |  |
|                          |                 |                |     |        |    |   |  |  |
| Inscrits                 | Inscrits        | Inscrits       | 871 | 100,00 |    |   |  |  |
| Abstentions              | Abstentions     | Abstentions    | 276 | 31,69  |    |   |  |  |
| Votants                  | Votants         | Votants        | 595 | 68,31  |    |   |  |  |
| Blancs et nuls           | Blancs et nuls  | Blancs et nuls | 255 | 42,86  |    |   |  |  |
| Exprimés                 | Exprimés        | Exprimés       | 340 | 57,14  |    |   |  |  |
| * Liste du maire sortant |                 |                |     |        |    |   |  |  |

### Le Chambon-sur-Lignon
- Maire sortant : Éliane Wauquiez-Motte
- 23 sièges à pourvoir au conseil municipal (population légale 2011 : 2 649 habitants)
- 7 sièges à pourvoir au conseil communautaire (CC du Haut-Lignon)

|                          | Éliane Wauquiez-Motte * | DVD            | 722   | 51,49  | 18 | 6 |  |  |
|                          | Bernard Cheynel         | DVG            | 680   | 48,50  | 5  | 1 |  |  |
|                          |                         |                |       |        |    |   |  |  |
| Inscrits                 | Inscrits                | Inscrits       | 2 281 | 100,00 |    |   |  |  |
| Abstentions              | Abstentions             | Abstentions    | 812   | 35,60  |    |   |  |  |
| Votants                  | Votants                 | Votants        | 1 469 | 64,40  |    |   |  |  |
| Blancs et nuls           | Blancs et nuls          | Blancs et nuls | 67    | 4,56   |    |   |  |  |
| Exprimés                 | Exprimés                | Exprimés       | 1 402 | 95,44  |    |   |  |  |
| * Liste du maire sortant |                         |                |       |        |    |   |  |  |

### Le Monastier-sur-Gazeille
- Maire sortant : Michel Arcis
- 19 sièges à pourvoir au conseil municipal (population légale 2011 : 1 772 habitants)
- 5 sièges à pourvoir au conseil communautaire (CC Mézenc-Loire-Meygal)

|                          | Michel Arcis * | DVD            | 536   | 53,38  | 15 | 4 |  |  |
|                          | André Nicolas  | DVG            | 468   | 46,61  | 4  | 1 |  |  |
|                          |                |                |       |        |    |   |  |  |
| Inscrits                 | Inscrits       | Inscrits       | 1 331 | 100,00 |    |   |  |  |
| Abstentions              | Abstentions    | Abstentions    | 263   | 19,76  |    |   |  |  |
| Votants                  | Votants        | Votants        | 1 068 | 80,24  |    |   |  |  |
| Blancs et nuls           | Blancs et nuls | Blancs et nuls | 64    | 5,99   |    |   |  |  |
| Exprimés                 | Exprimés       | Exprimés       | 1 004 | 94,01  |    |   |  |  |
| * Liste du maire sortant |                |                |       |        |    |   |  |  |

### Le Puy-en-Velay
- Maire sortant : Laurent Wauquiez (UMP)
- 33 sièges à pourvoir au conseil municipal (population légale 2011 : 18 537 habitants)
- 12 sièges à pourvoir au conseil communautaire (CA du Puy-en-Velay)

|                          | Laurent Wauquiez * | UMP            | 5 121  | 69,77  | 29 | 11 |  |  |
|                          | Laurent Johanny    | PS-PCF-EELV    | 1 856  | 25,28  | 4  | 1  |  |  |
|                          | Michelle Chaumet   | FG             | 362    | 4,93   |    |    |  |  |
|                          |                    |                |        |        |    |    |  |  |
| Inscrits                 | Inscrits           | Inscrits       | 12 466 | 100,00 |    |    |  |  |
| Abstentions              | Abstentions        | Abstentions    | 4 824  | 38,70  |    |    |  |  |
| Votants                  | Votants            | Votants        | 7 642  | 61,30  |    |    |  |  |
| Blancs et nuls           | Blancs et nuls     | Blancs et nuls | 303    | 3,96   |    |    |  |  |
| Exprimés                 | Exprimés           | Exprimés       | 7 339  | 96,04  |    |    |  |  |
| * Liste du maire sortant |                    |                |        |        |    |    |  |  |

### Lempdes-sur-Allagnon
- Maire sortant : Maurice Cubizolles
- 15 sièges à pourvoir au conseil municipal (population légale 2011 : 1 324 habitants)
- 4 sièges à pourvoir au conseil communautaire (CC Auzon Communauté)

|                | Guy Lonjon             | DVG            | 358 | 53,99  | 12 | 3 |  |  |
|                | Jean-Baptiste Brionnet | DVD            | 305 | 46,00  | 3  | 1 |  |  |
|                |                        |                |     |        |    |   |  |  |
| Inscrits       | Inscrits               | Inscrits       | 998 | 100,00 |    |   |  |  |
| Abstentions    | Abstentions            | Abstentions    | 305 | 30,56  |    |   |  |  |
| Votants        | Votants                | Votants        | 693 | 69,44  |    |   |  |  |
| Blancs et nuls | Blancs et nuls         | Blancs et nuls | 30  | 4,33   |    |   |  |  |
| Exprimés       | Exprimés               | Exprimés       | 663 | 95,67  |    |   |  |  |

### Les Villettes
- Maire sortant : Louis Simonnet
- 15 sièges à pourvoir au conseil municipal (population légale 2011 : 1 223 habitants)
- 3 sièges à pourvoir au conseil communautaire (CC Marches du Velay-Rochebaron)

|                          | Louis Simonnet * | DVG            | 394 | 100,00 | 15 | 3 |  |  |
|                          |                  |                |     |        |    |   |  |  |
| Inscrits                 | Inscrits         | Inscrits       | 917 | 100,00 |    |   |  |  |
| Abstentions              | Abstentions      | Abstentions    | 389 | 42,42  |    |   |  |  |
| Votants                  | Votants          | Votants        | 528 | 57,58  |    |   |  |  |
| Blancs et nuls           | Blancs et nuls   | Blancs et nuls | 134 | 25,38  |    |   |  |  |
| Exprimés                 | Exprimés         | Exprimés       | 394 | 74,62  |    |   |  |  |
| * Liste du maire sortant |                  |                |     |        |    |   |  |  |

### Mazet-Saint-Voy
- Maire sortant : Bernard Cotte
- 15 sièges à pourvoir au conseil municipal (population légale 2011 : 1 145 habitants)
- 4 sièges à pourvoir au conseil communautaire (CC du Haut-Lignon)

|                          | Bernard Cotte * | DVG            | 448   | 100,00 | 15 | 4 |  |  |
|                          |                 |                |       |        |    |   |  |  |
| Inscrits                 | Inscrits        | Inscrits       | 1 012 | 100,00 |    |   |  |  |
| Abstentions              | Abstentions     | Abstentions    | 413   | 40,81  |    |   |  |  |
| Votants                  | Votants         | Votants        | 599   | 59,19  |    |   |  |  |
| Blancs et nuls           | Blancs et nuls  | Blancs et nuls | 151   | 25,21  |    |   |  |  |
| Exprimés                 | Exprimés        | Exprimés       | 448   | 74,79  |    |   |  |  |
| * Liste du maire sortant |                 |                |       |        |    |   |  |  |

### Mazeyrat-d'Allier
- Maire sortant : Denis Foury
- 19 sièges à pourvoir au conseil municipal (population légale 2011 : 1 544 habitants)
- 4 sièges à pourvoir au conseil communautaire (CC des Rives du Haut Allier)

|                          | Jean-Marie Chapon | DVD            | 526   | 60,39  | 16 | 3 |  |  |
|                          | Denis Foury *     | SE             | 345   | 39,60  | 3  | 1 |  |  |
|                          |                   |                |       |        |    |   |  |  |
| Inscrits                 | Inscrits          | Inscrits       | 1 255 | 100,00 |    |   |  |  |
| Abstentions              | Abstentions       | Abstentions    | 308   | 24,54  |    |   |  |  |
| Votants                  | Votants           | Votants        | 947   | 75,46  |    |   |  |  |
| Blancs et nuls           | Blancs et nuls    | Blancs et nuls | 76    | 8,03   |    |   |  |  |
| Exprimés                 | Exprimés          | Exprimés       | 871   | 91,97  |    |   |  |  |
| * Liste du maire sortant |                   |                |       |        |    |   |  |  |

### Monistrol-sur-Loire
- Maire sortant : Robert Valour (PS)
- 29 sièges à pourvoir au conseil municipal (population légale 2011 : 8 753 habitants)
- 11 sièges à pourvoir au conseil communautaire (CC Marches du Velay-Rochebaron)

| Tête de liste            | Tête de liste     | Liste          | Premier tour | Premier tour | Second tour | Second tour | Sièges | Sièges |
| Tête de liste            | Tête de liste     | Liste          | Voix         | %            | Voix        | %           | CM     | CC     |
| ------------------------ | ----------------- | -------------- | ------------ | ------------ | ----------- | ----------- | ------ | ------ |
|                          | Robert Valour *   | DVG            | 1 721        | 38,96        | 2 189       | 47,60       | 7      | 2      |
|                          | Jean-Paul Lyonnet | DVD            | 1 705        | 38,60        | 2 409       | 52,39       | 22     | 9      |
|                          | Bernard Boyer     | DVD            | 621          | 14,05        |             |             |        |        |
|                          | Renaud Sapey      | FG             | 370          | 8,37         |             |             |        |        |
|                          |                   |                |              |              |             |             |        |        |
| Inscrits                 | Inscrits          | Inscrits       | 6 486        | 100,00       | 6 486       | 100,00      |        |        |
| Abstentions              | Abstentions       | Abstentions    | 1 906        | 29,39        | 1 718       | 26,49       |        |        |
| Votants                  | Votants           | Votants        | 4 580        | 70,61        | 4 768       | 73,51       |        |        |
| Blancs et nuls           | Blancs et nuls    | Blancs et nuls | 163          | 3,56         | 170         | 3,57        |        |        |
| Exprimés                 | Exprimés          | Exprimés       | 4 417        | 96,44        | 4 598       | 96,43       |        |        |
| * Liste du maire sortant |                   |                |              |              |             |             |        |        |

### Montfaucon-en-Velay
- Maire sortant : Jean Fayard
- 15 sièges à pourvoir au conseil municipal (population légale 2011 : 1 280 habitants)
- 4 sièges à pourvoir au conseil communautaire (Haut Pays du Velay communauté)

|                          | Jean Fayard *  | DVD            | 423 | 60,17  | 12 | 3 |  |  |
|                          | Régis Moulin   | SE             | 280 | 39,82  | 3  | 1 |  |  |
|                          |                |                |     |        |    |   |  |  |
| Inscrits                 | Inscrits       | Inscrits       | 934 | 100,00 |    |   |  |  |
| Abstentions              | Abstentions    | Abstentions    | 183 | 19,59  |    |   |  |  |
| Votants                  | Votants        | Votants        | 751 | 80,41  |    |   |  |  |
| Blancs et nuls           | Blancs et nuls | Blancs et nuls | 48  | 6,39   |    |   |  |  |
| Exprimés                 | Exprimés       | Exprimés       | 703 | 93,61  |    |   |  |  |
| * Liste du maire sortant |                |                |     |        |    |   |  |  |

### Polignac
- Maire sortant : Thierry Léotoing
- 23 sièges à pourvoir au conseil municipal (population légale 2011 : 2 813 habitants)
- 2 sièges à pourvoir au conseil communautaire (CA du Puy-en-Velay)

|                | Jean-Paul Vigouroux | DVG            | 1 033 | 63,60  | 19 | 2 |  |  |
|                | Jean-Noel Vey       | DVD            | 591   | 36,39  | 4  |   |  |  |
|                |                     |                |       |        |    |   |  |  |
| Inscrits       | Inscrits            | Inscrits       | 2 338 | 100,00 |    |   |  |  |
| Abstentions    | Abstentions         | Abstentions    | 639   | 27,33  |    |   |  |  |
| Votants        | Votants             | Votants        | 1 699 | 72,67  |    |   |  |  |
| Blancs et nuls | Blancs et nuls      | Blancs et nuls | 75    | 4,41   |    |   |  |  |
| Exprimés       | Exprimés            | Exprimés       | 1 624 | 95,59  |    |   |  |  |

### Pont-Salomon
- Maire sortant : Michel Reymond
- 19 sièges à pourvoir au conseil municipal (population légale 2011 : 1 876 habitants)
- 3 sièges à pourvoir au conseil communautaire (CC Loire et Semène)

| Tête de liste  | Tête de liste      | Liste          | Premier tour | Premier tour | Second tour | Second tour | Sièges | Sièges |
| Tête de liste  | Tête de liste      | Liste          | Voix         | %            | Voix        | %           | CM     | CC     |
| -------------- | ------------------ | -------------- | ------------ | ------------ | ----------- | ----------- | ------ | ------ |
|                | David Rabeyrin     | DVG            | 309          | 35,51        | 341         | 37,39       | 3      | 1      |
|                | Laurent Coletto    | DVD            | 287          | 32,98        | 384         | 42,10       | 14     | 2      |
|                | Gérard Montelimard | SE             | 179          | 20,57        | 187         | 20,50       | 2      |        |
|                | Pascal Gawel       | DVD            | 95           | 10,91        |             |             |        |        |
|                |                    |                |              |              |             |             |        |        |
| Inscrits       | Inscrits           | Inscrits       | 1 360        | 100,00       | 1 360       | 100,00      |        |        |
| Abstentions    | Abstentions        | Abstentions    | 463          | 34,04        | 428         | 31,47       |        |        |
| Votants        | Votants            | Votants        | 897          | 65,96        | 932         | 68,53       |        |        |
| Blancs et nuls | Blancs et nuls     | Blancs et nuls | 27           | 3,01         | 20          | 2,15        |        |        |
| Exprimés       | Exprimés           | Exprimés       | 870          | 96,99        | 912         | 97,85       |        |        |

### Retournac
- Maire sortant : Pierre Astor
- 23 sièges à pourvoir au conseil municipal (population légale 2011 : 2 739 habitants)
- 5 sièges à pourvoir au conseil communautaire (CC des Sucs)

|                          | Pierre Astor *   | DVD            | 844   | 52,61  | 18 | 4 |  |  |
|                          | Thierry Benevent | SE             | 760   | 47,38  | 5  | 1 |  |  |
|                          |                  |                |       |        |    |   |  |  |
| Inscrits                 | Inscrits         | Inscrits       | 2 275 | 100,00 |    |   |  |  |
| Abstentions              | Abstentions      | Abstentions    | 559   | 24,57  |    |   |  |  |
| Votants                  | Votants          | Votants        | 1 716 | 75,43  |    |   |  |  |
| Blancs et nuls           | Blancs et nuls   | Blancs et nuls | 112   | 6,53   |    |   |  |  |
| Exprimés                 | Exprimés         | Exprimés       | 1 604 | 93,47  |    |   |  |  |
| * Liste du maire sortant |                  |                |       |        |    |   |  |  |

### Riotord
- Maire sortant : Guy Peyrard
- 15 sièges à pourvoir au conseil municipal (population légale 2011 : 1 198 habitants)
- 4 sièges à pourvoir au conseil communautaire (Haut Pays du Velay communauté)

|                          | Guy Peyrard *   | DVD            | 399 | 53,12  | 12 | 3 |  |  |
|                          | Philippe Pollet | SE             | 352 | 46,87  | 3  | 1 |  |  |
|                          |                 |                |     |        |    |   |  |  |
| Inscrits                 | Inscrits        | Inscrits       | 955 | 100,00 |    |   |  |  |
| Abstentions              | Abstentions     | Abstentions    | 147 | 15,39  |    |   |  |  |
| Votants                  | Votants         | Votants        | 808 | 84,61  |    |   |  |  |
| Blancs et nuls           | Blancs et nuls  | Blancs et nuls | 57  | 7,05   |    |   |  |  |
| Exprimés                 | Exprimés        | Exprimés       | 751 | 92,95  |    |   |  |  |
| * Liste du maire sortant |                 |                |     |        |    |   |  |  |

### Rosières
- Maire sortant : Adrien Gouteyron
- 15 sièges à pourvoir au conseil municipal (population légale 2011 : 1 463 habitants)
- 4 sièges à pourvoir au conseil communautaire (CA du Puy-en-Velay)

|                          | Adrien Gouteyron * | DVD            | 522   | 100,00 | 15 | 4 |  |  |
|                          |                    |                |       |        |    |   |  |  |
| Inscrits                 | Inscrits           | Inscrits       | 1 125 | 100,00 |    |   |  |  |
| Abstentions              | Abstentions        | Abstentions    | 333   | 29,60  |    |   |  |  |
| Votants                  | Votants            | Votants        | 792   | 70,40  |    |   |  |  |
| Blancs et nuls           | Blancs et nuls     | Blancs et nuls | 270   | 34,09  |    |   |  |  |
| Exprimés                 | Exprimés           | Exprimés       | 522   | 65,91  |    |   |  |  |
| * Liste du maire sortant |                    |                |       |        |    |   |  |  |

### Saint-Didier-en-Velay
- Maire sortant : Michel Bonnefoy
- 23 sièges à pourvoir au conseil municipal (population légale 2011 : 3 422 habitants)
- 5 sièges à pourvoir au conseil communautaire (CC Loire et Semène)

| Tête de liste  | Tête de liste       | Liste          | Premier tour | Premier tour | Second tour | Second tour | Sièges | Sièges |
| Tête de liste  | Tête de liste       | Liste          | Voix         | %            | Voix        | %           | CM     | CC     |
| -------------- | ------------------- | -------------- | ------------ | ------------ | ----------- | ----------- | ------ | ------ |
|                | Bruno Moulin        | DVG            | 766          | 44,17        | 834         | 47,03       | 5      | 1      |
|                | Christian Blanchard | DVD            | 650          | 37,48        | 939         | 52,96       | 18     | 4      |
|                | Alain Romeyer       | DVD            | 318          | 18,33        |             |             |        |        |
|                |                     |                |              |              |             |             |        |        |
| Inscrits       | Inscrits            | Inscrits       | 2 574        | 100,00       | 2 574       | 100,00      |        |        |
| Abstentions    | Abstentions         | Abstentions    | 728          | 28,28        | 745         | 28,94       |        |        |
| Votants        | Votants             | Votants        | 1 846        | 71,72        | 1 829       | 71,06       |        |        |
| Blancs et nuls | Blancs et nuls      | Blancs et nuls | 112          | 6,07         | 56          | 3,06        |        |        |
| Exprimés       | Exprimés            | Exprimés       | 1 734        | 93,93        | 1 773       | 96,94       |        |        |

### Saint-Ferréol-d'Auroure
- Maire sortant : Yves Serrano
- 19 sièges à pourvoir au conseil municipal (population légale 2011 : 2 426 habitants)
- 4 sièges à pourvoir au conseil communautaire (CC Loire et Semène)

|                | Jean-Paul Aulagnier | DVD            | 640   | 51,03  | 15 | 3 |  |  |
|                | André Rosiak        | SE             | 614   | 48,96  | 4  | 1 |  |  |
|                |                     |                |       |        |    |   |  |  |
| Inscrits       | Inscrits            | Inscrits       | 1 865 | 100,00 |    |   |  |  |
| Abstentions    | Abstentions         | Abstentions    | 546   | 29,28  |    |   |  |  |
| Votants        | Votants             | Votants        | 1 319 | 70,72  |    |   |  |  |
| Blancs et nuls | Blancs et nuls      | Blancs et nuls | 65    | 4,93   |    |   |  |  |
| Exprimés       | Exprimés            | Exprimés       | 1 254 | 95,07  |    |   |  |  |

### Saint-Germain-Laprade
- Maire sortant : Daniel Exbrayat
- 23 sièges à pourvoir au conseil municipal (population légale 2011 : 3 438 habitants)
- 2 sièges à pourvoir au conseil communautaire (CA du Puy-en-Velay)

|                | André Cornu    | DVG            | 1 283 | 64,53  | 19 | 2 |  |  |
|                | Bernard Stucki | DVD            | 705   | 35,46  | 4  |   |  |  |
|                |                |                |       |        |    |   |  |  |
| Inscrits       | Inscrits       | Inscrits       | 2 794 | 100,00 |    |   |  |  |
| Abstentions    | Abstentions    | Abstentions    | 691   | 24,73  |    |   |  |  |
| Votants        | Votants        | Votants        | 2 103 | 75,27  |    |   |  |  |
| Blancs et nuls | Blancs et nuls | Blancs et nuls | 115   | 5,47   |    |   |  |  |
| Exprimés       | Exprimés       | Exprimés       | 1 988 | 94,53  |    |   |  |  |

### Saint-Julien-Chapteuil
- Maire sortant : André Ferret
- 19 sièges à pourvoir au conseil municipal (population légale 2011 : 1 864 habitants)
- 6 sièges à pourvoir au conseil communautaire (CC Mézenc-Loire-Meygal)

|                          | André Ferret * | DVG            | 794   | 100,00 | 19 | 6 |  |  |
|                          |                |                |       |        |    |   |  |  |
| Inscrits                 | Inscrits       | Inscrits       | 1 548 | 100,00 |    |   |  |  |
| Abstentions              | Abstentions    | Abstentions    | 506   | 32,69  |    |   |  |  |
| Votants                  | Votants        | Votants        | 1 042 | 67,31  |    |   |  |  |
| Blancs et nuls           | Blancs et nuls | Blancs et nuls | 248   | 23,80  |    |   |  |  |
| Exprimés                 | Exprimés       | Exprimés       | 794   | 76,20  |    |   |  |  |
| * Liste du maire sortant |                |                |       |        |    |   |  |  |

### Saint-Just-Malmont
- Maire sortant : Frédéric Girodet
- 27 sièges à pourvoir au conseil municipal (population légale 2011 : 4 133 habitants)
- 6 sièges à pourvoir au conseil communautaire (CC Loire et Semène)

|                          | Frédéric Girodet * | DVD            | 1 438 | 100,00 | 27 | 6 |  |  |
|                          |                    |                |       |        |    |   |  |  |
| Inscrits                 | Inscrits           | Inscrits       | 3 104 | 100,00 |    |   |  |  |
| Abstentions              | Abstentions        | Abstentions    | 1 244 | 40,08  |    |   |  |  |
| Votants                  | Votants            | Votants        | 1 860 | 59,92  |    |   |  |  |
| Blancs et nuls           | Blancs et nuls     | Blancs et nuls | 422   | 22,69  |    |   |  |  |
| Exprimés                 | Exprimés           | Exprimés       | 1 438 | 77,31  |    |   |  |  |
| * Liste du maire sortant |                    |                |       |        |    |   |  |  |

### Saint-Maurice-de-Lignon
- Maire sortant : Gilles Saumet
- 19 sièges à pourvoir au conseil municipal (population légale 2011 : 2 434 habitants)
- 5 sièges à pourvoir au conseil communautaire (CC des Sucs)

|                | Isabelle Servel      | SE             | 755   | 63,98  | 16 | 5 |  |  |
|                | Élisabeth Pellissier | SE             | 234   | 19,83  | 2  |   |  |  |
|                | Fabien Albertini     | FN             | 191   | 16,18  | 1  |   |  |  |
|                |                      |                |       |        |    |   |  |  |
| Inscrits       | Inscrits             | Inscrits       | 1 663 | 100,00 |    |   |  |  |
| Abstentions    | Abstentions          | Abstentions    | 393   | 23,63  |    |   |  |  |
| Votants        | Votants              | Votants        | 1 270 | 76,37  |    |   |  |  |
| Blancs et nuls | Blancs et nuls       | Blancs et nuls | 90    | 7,09   |    |   |  |  |
| Exprimés       | Exprimés             | Exprimés       | 1 180 | 92,91  |    |   |  |  |

### Saint-Pal-de-Chalencon
- Maire sortant : Pierre Dantony
- 15 sièges à pourvoir au conseil municipal (population légale 2011 : 1 023 habitants)
- 3 sièges à pourvoir au conseil communautaire (CC Marches du Velay-Rochebaron)

|                          | Pierre Brun      | DVD            | 368 | 55,17  | 12 | 2 |  |  |
|                          | Pierre Dantony * | DVD            | 299 | 44,82  | 3  | 1 |  |  |
|                          |                  |                |     |        |    |   |  |  |
| Inscrits                 | Inscrits         | Inscrits       | 913 | 100,00 |    |   |  |  |
| Abstentions              | Abstentions      | Abstentions    | 195 | 21,36  |    |   |  |  |
| Votants                  | Votants          | Votants        | 718 | 78,64  |    |   |  |  |
| Blancs et nuls           | Blancs et nuls   | Blancs et nuls | 51  | 7,10   |    |   |  |  |
| Exprimés                 | Exprimés         | Exprimés       | 667 | 92,90  |    |   |  |  |
| * Liste du maire sortant |                  |                |     |        |    |   |  |  |

### Saint-Pal-de-Mons
- Maire sortant : Patrick Riffard
- 19 sièges à pourvoir au conseil municipal (population légale 2011 : 2 121 habitants)
- 4 sièges à pourvoir au conseil communautaire (CC Marches du Velay-Rochebaron)

|                          | Patrick Riffard *   | DVD            | 835   | 63,40  | 16 | 4 |  |  |
|                          | Daniel Roux         | DVD            | 320   | 24,29  | 2  |   |  |  |
|                          | Emmanuel Martellino | DVG            | 162   | 12,30  | 1  |   |  |  |
|                          |                     |                |       |        |    |   |  |  |
| Inscrits                 | Inscrits            | Inscrits       | 1 715 | 100,00 |    |   |  |  |
| Abstentions              | Abstentions         | Abstentions    | 372   | 21,69  |    |   |  |  |
| Votants                  | Votants             | Votants        | 1 343 | 78,31  |    |   |  |  |
| Blancs et nuls           | Blancs et nuls      | Blancs et nuls | 26    | 1,94   |    |   |  |  |
| Exprimés                 | Exprimés            | Exprimés       | 1 317 | 98,06  |    |   |  |  |
| * Liste du maire sortant |                     |                |       |        |    |   |  |  |

### Saint-Paulien
- Maire sortant : Laurent Duplomb
- 19 sièges à pourvoir au conseil municipal (population légale 2011 : 2 417 habitants)
- 8 sièges à pourvoir au conseil communautaire (CA du Puy-en-Velay)

| Tête de liste            | Tête de liste     | Liste          | Premier tour | Premier tour | Second tour | Second tour | Sièges | Sièges |
| Tête de liste            | Tête de liste     | Liste          | Voix         | %            | Voix        | %           | CM     | CC     |
| ------------------------ | ----------------- | -------------- | ------------ | ------------ | ----------- | ----------- | ------ | ------ |
|                          | Laurent Duplomb * | DVD            | 678          | 49,88        | 723         | 52,46       | 15     | 6      |
|                          | Philippe Carme    | SE             | 493          | 36,27        | 655         | 47,53       | 4      | 2      |
|                          | Daniel Rivet      | SE             | 188          | 13,83        |             |             |        |        |
|                          |                   |                |              |              |             |             |        |        |
| Inscrits                 | Inscrits          | Inscrits       | 1 655        | 100,00       | 1 655       | 100,00      |        |        |
| Abstentions              | Abstentions       | Abstentions    | 239          | 14,44        | 223         | 13,47       |        |        |
| Votants                  | Votants           | Votants        | 1 416        | 85,56        | 1 432       | 86,53       |        |        |
| Blancs et nuls           | Blancs et nuls    | Blancs et nuls | 57           | 4,03         | 54          | 3,77        |        |        |
| Exprimés                 | Exprimés          | Exprimés       | 1 359        | 95,97        | 1 378       | 96,23       |        |        |
| * Liste du maire sortant |                   |                |              |              |             |             |        |        |

### Saint-Pierre-Eynac
- Maire sortant : Raymond Abrial
- 15 sièges à pourvoir au conseil municipal (population légale 2011 : 1 047 habitants)
- 4 sièges à pourvoir au conseil communautaire (CC Mézenc-Loire-Meygal)

|                          | Raymond Abrial * | DVG            | 500 | 100,00 | 15 | 4 |  |  |
|                          |                  |                |     |        |    |   |  |  |
| Inscrits                 | Inscrits         | Inscrits       | 846 | 100,00 |    |   |  |  |
| Abstentions              | Abstentions      | Abstentions    | 255 | 30,14  |    |   |  |  |
| Votants                  | Votants          | Votants        | 591 | 69,86  |    |   |  |  |
| Blancs et nuls           | Blancs et nuls   | Blancs et nuls | 91  | 15,40  |    |   |  |  |
| Exprimés                 | Exprimés         | Exprimés       | 500 | 84,60  |    |   |  |  |
| * Liste du maire sortant |                  |                |     |        |    |   |  |  |

### Saint-Romain-Lachalm
- Maire sortant : Olivier Cigolotti
- 15 sièges à pourvoir au conseil municipal (population légale 2011 : 1 073 habitants)
- 4 sièges à pourvoir au conseil communautaire (Haut Pays du Velay communauté)

|                | Jean-Michel Poinas | DVD            | 325 | 100,00 | 15 | 4 |  |  |
|                |                    |                |     |        |    |   |  |  |
| Inscrits       | Inscrits           | Inscrits       | 834 | 100,00 |    |   |  |  |
| Abstentions    | Abstentions        | Abstentions    | 273 | 32,73  |    |   |  |  |
| Votants        | Votants            | Votants        | 561 | 67,27  |    |   |  |  |
| Blancs et nuls | Blancs et nuls     | Blancs et nuls | 236 | 42,07  |    |   |  |  |
| Exprimés       | Exprimés           | Exprimés       | 325 | 57,93  |    |   |  |  |

### Sainte-Florine
- Maire sortant : Nicole Chassin
- 23 sièges à pourvoir au conseil municipal (population légale 2011 : 3 096 habitants)
- 7 sièges à pourvoir au conseil communautaire (CC Auzon Communauté)

|                          | Nicole Chassin * | DVG            | 1 082 | 100,00 | 23 | 7 |  |  |
|                          |                  |                |       |        |    |   |  |  |
| Inscrits                 | Inscrits         | Inscrits       | 2 256 | 100,00 |    |   |  |  |
| Abstentions              | Abstentions      | Abstentions    | 912   | 40,43  |    |   |  |  |
| Votants                  | Votants          | Votants        | 1 344 | 59,57  |    |   |  |  |
| Blancs et nuls           | Blancs et nuls   | Blancs et nuls | 262   | 19,49  |    |   |  |  |
| Exprimés                 | Exprimés         | Exprimés       | 1 082 | 80,51  |    |   |  |  |
| * Liste du maire sortant |                  |                |       |        |    |   |  |  |

### Sainte-Sigolène
- Maire sortant : Dominique Freyssenet (DVD)
- 29 sièges à pourvoir au conseil municipal (population légale 2011 : 5 938 habitants)
- 8 sièges à pourvoir au conseil communautaire (CC Marches du Velay-Rochebaron)

|                          | Dominique Freyssenet * | DVD            | 1 601 | 66,76  | 25 | 7 |  |  |
|                          | David Montagne         | DVG            | 797   | 33,23  | 4  | 1 |  |  |
|                          |                        |                |       |        |    |   |  |  |
| Inscrits                 | Inscrits               | Inscrits       | 4 236 | 100,00 |    |   |  |  |
| Abstentions              | Abstentions            | Abstentions    | 1 548 | 36,54  |    |   |  |  |
| Votants                  | Votants                | Votants        | 2 688 | 63,46  |    |   |  |  |
| Blancs et nuls           | Blancs et nuls         | Blancs et nuls | 290   | 10,79  |    |   |  |  |
| Exprimés                 | Exprimés               | Exprimés       | 2 398 | 89,21  |    |   |  |  |
| * Liste du maire sortant |                        |                |       |        |    |   |  |  |

### Sanssac-l'Église
- Maire sortant : Gilbert Peyret
- 15 sièges à pourvoir au conseil municipal (population légale 2011 : 1 077 habitants)
- 1 sièges à pourvoir au conseil communautaire (CA du Puy-en-Velay)

|                | Jean Fayard    | SE             | 436 | 100,00 | 15 | 1 |  |  |
|                |                |                |     |        |    |   |  |  |
| Inscrits       | Inscrits       | Inscrits       | 887 | 100,00 |    |   |  |  |
| Abstentions    | Abstentions    | Abstentions    | 280 | 31,57  |    |   |  |  |
| Votants        | Votants        | Votants        | 607 | 68,43  |    |   |  |  |
| Blancs et nuls | Blancs et nuls | Blancs et nuls | 171 | 28,17  |    |   |  |  |
| Exprimés       | Exprimés       | Exprimés       | 436 | 71,83  |    |   |  |  |

### Saugues
- Maire sortant : Paul Bastide
- 19 sièges à pourvoir au conseil municipal (population légale 2011 : 1 844 habitants)
- 6 sièges à pourvoir au conseil communautaire (CC des Rives du Haut Allier)

|                | Michel Brun    | DVD            | 641   | 53,64  | 15 | 5 |  |  |
|                | Joël Plantin   | DVD            | 554   | 46,35  | 4  | 1 |  |  |
|                |                |                |       |        |    |   |  |  |
| Inscrits       | Inscrits       | Inscrits       | 1 503 | 100,00 |    |   |  |  |
| Abstentions    | Abstentions    | Abstentions    | 266   | 17,70  |    |   |  |  |
| Votants        | Votants        | Votants        | 1 237 | 82,30  |    |   |  |  |
| Blancs et nuls | Blancs et nuls | Blancs et nuls | 42    | 3,40   |    |   |  |  |
| Exprimés       | Exprimés       | Exprimés       | 1 195 | 96,60  |    |   |  |  |

### Solignac-sur-Loire
- Maire sortant : Bernard Bonnal
- 15 sièges à pourvoir au conseil municipal (population légale 2011 : 1 221 habitants)
- 1 sièges à pourvoir au conseil communautaire (CA du Puy-en-Velay)

|                          | Bernard Bonnal * | DVD            | 427 | 100,00 | 15 | 1 |  |  |
|                          |                  |                |     |        |    |   |  |  |
| Inscrits                 | Inscrits         | Inscrits       | 972 | 100,00 |    |   |  |  |
| Abstentions              | Abstentions      | Abstentions    | 280 | 28,81  |    |   |  |  |
| Votants                  | Votants          | Votants        | 692 | 71,19  |    |   |  |  |
| Blancs et nuls           | Blancs et nuls   | Blancs et nuls | 265 | 38,29  |    |   |  |  |
| Exprimés                 | Exprimés         | Exprimés       | 427 | 61,71  |    |   |  |  |
| * Liste du maire sortant |                  |                |     |        |    |   |  |  |

### Tence
- Maire sortant : Brigitte Renaud
- 23 sièges à pourvoir au conseil municipal (population légale 2011 : 3 154 habitants)
- 8 sièges à pourvoir au conseil communautaire (CC du Haut-Lignon)

|                | Brigitte Meynier Epouse Renaud | DVD            | 971   | 52,71  | 18 | 6 |  |  |
|                | Jacqueline Decultis            | DVG            | 871   | 47,28  | 5  | 2 |  |  |
|                |                                |                |       |        |    |   |  |  |
| Inscrits       | Inscrits                       | Inscrits       | 2 508 | 100,00 |    |   |  |  |
| Abstentions    | Abstentions                    | Abstentions    | 568   | 22,65  |    |   |  |  |
| Votants        | Votants                        | Votants        | 1 940 | 77,35  |    |   |  |  |
| Blancs et nuls | Blancs et nuls                 | Blancs et nuls | 98    | 5,05   |    |   |  |  |
| Exprimés       | Exprimés                       | Exprimés       | 1 842 | 94,95  |    |   |  |  |

### Vals-près-le-Puy
- Maire sortant : Alain Royet
- 23 sièges à pourvoir au conseil municipal (population légale 2011 : 3 469 habitants)
- 2 sièges à pourvoir au conseil communautaire (CA du Puy-en-Velay)

|                          | Alain Royet *  | SE             | 972   | 100,00 | 23 | 2 |  |  |
|                          |                |                |       |        |    |   |  |  |
| Inscrits                 | Inscrits       | Inscrits       | 2 438 | 100,00 |    |   |  |  |
| Abstentions              | Abstentions    | Abstentions    | 1 083 | 44,42  |    |   |  |  |
| Votants                  | Votants        | Votants        | 1 355 | 55,58  |    |   |  |  |
| Blancs et nuls           | Blancs et nuls | Blancs et nuls | 383   | 28,27  |    |   |  |  |
| Exprimés                 | Exprimés       | Exprimés       | 972   | 71,73  |    |   |  |  |
| * Liste du maire sortant |                |                |       |        |    |   |  |  |

### Vergongheon
- Maire sortant : Jean-Paul Pastourel
- 19 sièges à pourvoir au conseil municipal (population légale 2011 : 1 846 habitants)
- 5 sièges à pourvoir au conseil communautaire (CC Auzon Communauté)

|                          | Jean-Paul Pastourel * | DVG            | 674   | 100,00 | 19 | 5 |  |  |
|                          |                       |                |       |        |    |   |  |  |
| Inscrits                 | Inscrits              | Inscrits       | 1 355 | 100,00 |    |   |  |  |
| Abstentions              | Abstentions           | Abstentions    | 553   | 40,81  |    |   |  |  |
| Votants                  | Votants               | Votants        | 802   | 59,19  |    |   |  |  |
| Blancs et nuls           | Blancs et nuls        | Blancs et nuls | 128   | 15,96  |    |   |  |  |
| Exprimés                 | Exprimés              | Exprimés       | 674   | 84,04  |    |   |  |  |
| * Liste du maire sortant |                       |                |       |        |    |   |  |  |

### Vieille-Brioude
- Maire sortant : Roland Charreyron
- 15 sièges à pourvoir au conseil municipal (population légale 2011 : 1 222 habitants)
- 2 sièges à pourvoir au conseil communautaire (CC Brioude Sud Auvergne)

|                | Christelle Baylot | DVG            | 470 | 100,00 | 15 | 2 |  |  |
|                |                   |                |     |        |    |   |  |  |
| Inscrits       | Inscrits          | Inscrits       | 926 | 100,00 |    |   |  |  |
| Abstentions    | Abstentions       | Abstentions    | 290 | 31,32  |    |   |  |  |
| Votants        | Votants           | Votants        | 636 | 68,68  |    |   |  |  |
| Blancs et nuls | Blancs et nuls    | Blancs et nuls | 166 | 26,10  |    |   |  |  |
| Exprimés       | Exprimés          | Exprimés       | 470 | 73,90  |    |   |  |  |

### Vorey
- Maire sortant : Cécile Gallien
- 15 sièges à pourvoir au conseil municipal (population légale 2011 : 1 428 habitants)
- 4 sièges à pourvoir au conseil communautaire (CA du Puy-en-Velay)

|                          | Cécile Gallien * | DVD            | 559   | 59,40  | 12 | 3 |  |  |
|                          | Gérard Deygas    | DVD            | 382   | 40,59  | 3  | 1 |  |  |
|                          |                  |                |       |        |    |   |  |  |
| Inscrits                 | Inscrits         | Inscrits       | 1 193 | 100,00 |    |   |  |  |
| Abstentions              | Abstentions      | Abstentions    | 220   | 18,44  |    |   |  |  |
| Votants                  | Votants          | Votants        | 973   | 81,56  |    |   |  |  |
| Blancs et nuls           | Blancs et nuls   | Blancs et nuls | 32    | 3,29   |    |   |  |  |
| Exprimés                 | Exprimés         | Exprimés       | 941   | 96,71  |    |   |  |  |
| * Liste du maire sortant |                  |                |       |        |    |   |  |  |

### Yssingeaux
- Maire sortant : Bernard Gallot (DVD)
- 29 sièges à pourvoir au conseil municipal (population légale 2011 : 7 055 habitants)
- 12 sièges à pourvoir au conseil communautaire (CC des Sucs)

|                          | Bernard Gallot * | DVD            | 2 109 | 59,17  | 23 | 10 |  |  |
|                          | Claude François  | DVG            | 1 455 | 40,82  | 6  | 2  |  |  |
|                          |                  |                |       |        |    |    |  |  |
| Inscrits                 | Inscrits         | Inscrits       | 5 488 | 100,00 |    |    |  |  |
| Abstentions              | Abstentions      | Abstentions    | 1 599 | 29,14  |    |    |  |  |
| Votants                  | Votants          | Votants        | 3 889 | 70,86  |    |    |  |  |
| Blancs et nuls           | Blancs et nuls   | Blancs et nuls | 325   | 8,36   |    |    |  |  |
| Exprimés                 | Exprimés         | Exprimés       | 3 564 | 91,64  |    |    |  |  |
| * Liste du maire sortant |                  |                |       |        |    |    |  |  |